# Elga Borissowna Wadezkaja
Elga Borissowna Wadezkaja (russisch Эльга Борисовна Вадецкая; * 1. Januar 1936; † 18. August 2018 in St. Petersburg) war eine sowjetisch-russische Prähistorikerin.

## Leben
Wadezkaja, Tochter des Schriftstellers Boris Wadezki, studierte an der Lomonossow-Universität Moskau (MGU) in der Historischen Fakultät mit Abschluss 1960. Sie nahm 1960–1961 an der Archäologisch-Ethnographischen Choresmien-Expedition teil.
Es folgte die Aspirantur in der Leningrader Abteilung des Moskauer  Archäologischen Instituts der Akademie der Wissenschaften der UdSSR bei Michail Grasnjow und Sergei Kisseljow. Wadezkaja verteidigte 1965 mit Erfolg ihre Dissertation über prähistorische Standbilder der Bronzezeit am Jenissei für die Promotion zur Kandidatin der historischen Wissenschaften.
Wadezkaja wurde 1965 wissenschaftliche Mitarbeiterin der Leningrader Abteilung des Archäologischen Instituts, die dann das Institut für Geschichte der Materiellen Kultur wurde. Sie beteiligte sich an der Arbeit der von Leonid Kyslassow geleiteten Archäologischen Chakassien-Tuwa-Expedition der MGU. Ihr Forschungsschwerpunkt war die Taschtyk-Kultur im Minussinsker Becken und in Chakassien in Südsibirien. Die Ergebnisse ihrer langjährigen vielfältigen Forschungen fasste sie in ihrer Doktor-Dissertation über die Taschtyk-Epoche in der Geschichte Sibiriens zusammen, die sie 1999 für die Promotion zur Doktorin der historischen Wissenschaften erfolgreich verteidigte.
Wadezkajas jüngere Schwester Tatjana Wadezkaja (* 1941) wurde Kostümbildnerin des Mosfilm-Filmstudios.
Wadezkaja starb am 18. August 2018 in St. Petersburg und wurde auf dem Moskauer Wwedenskoje-Friedhof begraben.